# Walter Nelson
Walter Nelson Elbio Meloni, o simplemente Walter Nelson (Montevideo, 16 de agosto de 1950), es un periodista deportivo y relator de boxeo y de fútbol uruguayo nacionalizado argentino. Además, es columnista en distintos programas de radio y televisión argentina.

## Biografía
De padre uruguayo y madre argentina, se crio en Argentina, más precisamente en Avellaneda, en el conurbano bonaerense, y luego vivió en los barrios de Palermo y Agronomía, de la ciudad de Buenos Aires.

## Como deportista
En su niñez jugó al fútbol en la 8.ª y 9.ª división de Huracán, después pasó a Atlanta, debió empezar a trabajar en ENTel tras la separación de sus padres además de la muerte de su padre en 1974.            

## Trayectoria periodística

### Radio
Entre 1974 y 1975 comenzó a trabajar para Radio Rivadavia, donde fue columnista del famoso programa Rapidísimo dónde cosechó una muy buena relación con Héctor Larrea pero no muy buena con el relator Juan Carlos Muñoz. Allí cubrió peleas de Boxeo famosas y partidos de fútbol donde se desempeñaba como periodista en campo de juego y en vestuarios, allí cubrió los mundiales del 78, 82 y 86. Después de una pelea con Muñoz se fue en el 1988. Trabajó además allí con un jovencísimo Marcelo Tinelli y fue su primera incursión en el periodismo deportivo. Y comenzó a desempeñarse como relator de fútbol en 1978, en la Radio LT36 de Chacabuco, dónde relato partidos locales con Néstor "Titi" Longo.  
Lo dejó en 1990 cuando se incorporó a Fútbol de Primera. Volvió a trabajar con Larrea y en el programa Rapidísimo en 1994 por Radio El Mundo pero lo dejó en 1998 cuando Larrea se fue y declaró estar cansado de levantarse demasiado temprano de lunes a viernes.   
En 2004 trabajaría un tiempo en Radio del Plata con Juan Alberto Badía y luego en 2012 tras la ida de Mariano Closs es contactado para ir a Radio La Red. Pero es despedido  luego de 5 meses. Al tratarse de un pequeño altercado con Gabriel Anello volvería allí y hasta inclusive volvería a relatar desde la radio, cubriendo el mundial de Brasil 2014 (algunos partidos) y Rusia 2018. Trabaja actualmente en La Red.

### Televisión
A fines de los 80 hizo un programa llamado Knock Out Nueve por Canal 9, pero por esos años ya comenzaba a relatar por televisión para Fútbol de Primera en 1990, donde cubría los segundos partidos más importantes de la fecha o los partidos de los sábados. Era recurrente verlo con Alejandro Fabbri, quien fue una de las duplas más famosas, queridas, duraderas y respetadas. Además con Fabbri también cubrió partidos de selección durante mucho tiempo por TyC Sports. 
Una anécdota que lo tuvo como partícipe secundario, fue en el año 1992 durante un partido entre Boca Juniors y Platense, cuando tras un gol conquistado por Luis Adrián Medero (generado a partir de una corrida en la que esquivó 4 jugadores), el relator televisivo Marcelo Araujo amenazó con retirarse de la transmisión en caso de que Medero anote, lo cual terminaría cumpliendo. Ante dicha retirada, un por entonces novato Walter Nelson, que se encontraba oficiando de cronista de campo, debió completar el relato del partido desde su posición en el campo de juego. 
Desde los mundiales de fútbol del 1994 hasta el 2014 (no fue al del 2002 porque la crisis del país impedía que TyC Sports disponga del equipo para ir) las Copas América desde el 1995 hasta el 2011 (esta última la cubrió con Pacini) y los Mundiales y Sudamericanos Sub-20 desde el 1995 al 2013. Fue un relator bastante fuerte en Fútbol de Primera hasta el 2009 cuando los derechos pasaron a Fútbol Para Todos, a pesar de tener luego una corta experiencia allí.     
TyC Sports fue el canal dónde se hizo conocido y dónde más perduró desde el 1994 hasta 2016, dónde creó, condujo y cubrió varios matches en Boxeo de Primera, Golpe a Golpe, un documental/reality en el 2009 y también tuvo la idea y fue conductor en sus primeros años del famoso programa El Nacional dónde fue muy famoso entre 1998 y 2011 ya que fue el primer programa en darle una mayor calidad en cobertura de la Primera B Nacional. Allí relataba el partido más importante con voz en off. Durante el 2008 condujo el programa Abran Cancha, junto a Diego Díaz y un poco con Diego Korol y también el programa Proyecto Crack en 2007.                 
Desde el año 2022 participa como jurado en Los 8 escalones del millón, programa conducido por Guido Kaczka para Canal 13.

## Otros medios
Fuera de TyC también fue columnista del programa Polémica en los Estadios entre 2000 y 2002, por el Canal 7 de Mendoza, propiedad del Grupo América dónde se rodeó con periodistas locales y con el ex árbitro Guillermo Nimo, en dónde no tiene un buen recuerdo por sus malas actitudes fuera de cámara. En 2002 participó por primera vez en una ficción apareciendo en 099 Central, en el capítulo 110 junto a Alejandro Fabbri relatando el partido Boca-Racing grabado en VHS. En 2016 trabajó en Fútbol Para Todos, en una corta experiencia en el relato para América TV. Se rodeó con comentaristas como Juan Carlos Pasman, Gustavo López y el relator Paulo Vilouta.
En 2021, integró el panel de El show del fútbol (América TV), fue jurado del reality Relatoras (TV Pública) y participó en un rol de locutor en la serie Maradona, sueño bendito de Amazon Prime Video.
En 2022 se sumó como relator a la Liga de Streamers organizada por el creador de contenido Markito Navaja y Camilitaferr. Walter tuvo una excelente aceptación y logró adaptar en Twitch todo su talento, humor y carisma.

## Libro
- "Tatán Tatán" la biografía de Walter Nelson.